# Hipodam iz Mileta
Hipodam iz Mileta (grško Ἱππόδαμος ὁ Μιλήσιος, Hippodamos ho Milesios, 498–408 pr. n. št.) je bil starogrški arhitekt, urbanist, zdravnik, matematik, meteorolog in filozof. Velja za očeta evropskega urbanističnega načrtovanja , Hipodamov načrt (mrežni tloris) pa je ime za načrtovanje mesta.
Hipodam se je rodil v Miletu in je živel v 5. stoletju pred našim štetjem, pomladi klasičnega obdobja antične Grčije. Njegovemu očetu je bilo ime Evrifont. Po Aristotelu je bil prvi, ki je pisal o teoriji vladanja, ne da bi ga poznal iz izkušenj. 
Za njegove načrte grških mest sta značilna red in pravilnost v nasprotju z zapletenostjo in zmedo, ki sta značilni za mesta tega obdobja, tudi za Atene. Njegova izvirna ideja je bila, naj mestni načrt vključuje in pojasnjuje racionalni družbeni red.

## Osebnost
Naveden je v delih Aristotela, Stobajosa, Strabona, Hezihija, Fotija in Teano (Pitagorova žena). Med sodobniki je imel ugled posebneža, človeka, ki ljubi pozornost javnosti.
Po Aristotelovem opisu v Politiki: "Nekaterim ljudem se je zdelo, da je šel predaleč s svojimi dolgimi lasmi, dragimi okraski in cenenimi oblačili, ki jih je nosil pozimi in poleti." 

## Dosežki
Po Aristotelu (Politika, ii.8) je bil Hipodam pionir urbanističnega načrtovanja in je zasnoval idealno mesto, v katerem bi živelo 10.000 moških (svobodni moški državljani), medtem ko bi bilo število vsega prebivalstva z ženskami, otroki in sužnji 50.000. Študiral je funkcionalne probleme mest in jih povezal s sistemom državne uprave. Zato je državljane razdelil na tri razrede (vojake, obrtnike in kmetovalce), pri čemer je zemljišče razdelil na sveto, javno in zasebno.

### Urbanistični načrtovalec
Po nalogu Perikleja je Hipodam zasnoval pristaniško mesto Pirej blizu Aten. Ko so Atenci ustanovili mesto Turiji v Magni Graecii leta 443 pr. n. št., se je Hipodam pridružil kolonistom kot arhitekt njihovega prihodnjega mesta. Pripisujejo mu tudi gradnjo novega mesta na Rodosu leta 408 pr. n. št., pa tudi rekonstrukcijo Mileta leta 479 pr. n. št. Njegova načela so kasneje sprejeli v številnih pomembnih mestih, kot so Halikarnas, Aleksandrija in Antiohija.
Diamantni načrt, ki ga je izumil, po njem se ulice sekajo pod koti 45° in 135°, je kasneje dobil ime po njem. V mestu Milet je mogoče videti prototip Hipodamovega načrta. Najveličastnejši je velik osrednji del mesta, ki ga je pustil za agoro – središče mesta in družbe. To je prvo mestno načrtovanje.

### Študije
Študija urbanističnega načrtovanja za Pirej (451 pr. n. št.), ki velja za Hipodamovo delo, je določila standarde načrtovanja tega obdobja in se je uporabljala v številnih mestih klasičnega obdobja. V skladu s to študijo so bile postavljene soseske s približno 2400 kvadratnimi bloki, v katerih so bile zgrajene majhne skupine dvonadstropnih hiš. Hiše so bile obdane z zidovi, ki so jih ločile, glavni pogledi pa so bili usmerjeni proti jugu. Ista študija uporablja mnogočlenske formule za izdelavo črpalne infrastrukture.

## Filozofija
Hipodam je bil prvi, ki se je ukvarjal z vprašanji in pojmi patentnega in avtorskega prava. Menil je, da mora družba nagraditi posameznike, ki ustvarjajo družbeno koristne stvari. Aristotel je kritiziral tak praktičen utilitarističen način in slutil s tem povezane napetosti.
Zdi se, da Hipodam ni bil vpleten v politiko, vendar je več spisov, ki so mu jih pripisovali, obravnavalo vprašanja države, kot so Περί Πολιτείας (O državi), Περί Ευδαιμονίας (O sreči), Πυθαγορίζουσαι Θεωρίαι (Pitagorovi teoremi).